# Слободское сельское поселение (Демидовский район)
Слободское се́льское поселе́ние — муниципальное образование в Демидовском районе Смоленской области Российской Федерации.
Административный центр — деревня Старый Двор.

## География
- Общая площадь: 215 км²
- Расположение: северо-восточная часть Демидовского района
- Граничит:
  - на севере — с Борковским сельским поселением
  - на востоке — с Духовщинским районом
  - на юго-востоке и юго-западе— с Воробьёвским сельским поселением
  - на юге — с Пржевальским городским поселением
  - на западе — с Баклановским сельским поселением
- По территории поселения проходит автомобильная дорога Демидов — Пржевальское.
- Крупная река: Ельша, озеро: Рытое.

Вся территория поселения входит в состав национального парка Смоленское поозерье.

## История
Образовано Законом Смоленской области от 28 декабря 2004 года.

## Население
| 2011 | 2012 | 2013 | 2014 | 2015 | 2016 | 2017 |
| ---- | ---- | ---- | ---- | ---- | ---- | ---- |
| 191  | ↘186 | ↘170 | ↘161 | ↘150 | ↘144 | ↘139 |
| 2018 | 2019 | 2020 | 2021 |      |      |      |
| ↘134 | ↘133 | ↘131 | ↘120 |      |      |      |

## Населённые пункты
В состав сельского поселения входят 24 населённых пункта:
| №  | Населённый пункт | Тип     | Население |
| -- | ---------------- | ------- | --------- |
| 1  | Агеевщина        | деревня | 30        |
| 2  | Бахово           | деревня | 1         |
| 3  | Березуги         | деревня | 16        |
| 4  | Булохи           | деревня | 9         |
| 5  | Гласково         | деревня | 28        |
| 6  | Гуки             | деревня | 1         |
| 7  | Дубиное          | деревня | 0         |
| 8  | Желюхово         | деревня | 0         |
| 9  | Кировка          | деревня | 5         |
| 10 | Климяты          | деревня | 5         |
| 11 | Клин             | деревня | 0         |
| 12 | Курилы           | деревня | 0         |
| 13 | Новое Пригарино  | деревня | 0         |
| 14 | Павлюченки       | деревня | 0         |
| 15 | Парнево          | деревня | 0         |
| 16 | Поголка          | деревня | 19        |
| 17 | Приставки        | деревня | 6         |
| 18 | Протокина Гора   | деревня | 22        |
| 19 | Рудня            | деревня | 10        |
| 20 | Семешки          | деревня | 0         |
| 21 | Старый Двор      | деревня | 44        |
| 22 | Степурино        | деревня | 1         |
| 23 | Чижаки           | деревня | 0         |
| 24 | Шевелево         | деревня | 0         |

## Местное самоуправление
Главой поселения и Главой администрации является Прокопенкова Раиса Алексеевна .